# Sierpuchówka
Sierpuchówka – część wsi Maguny na Litwie, w okręgu uciańskim, w rejonie ignalińskim, w starostwie Rymszany.
Dawnej zaścianek.

## Historia
W czasach zaborów zaścianek leżał w granicach Imperium Rosyjskiego.
W dwudziestoleciu międzywojennym zaścianek leżał w Polsce, w województwie nowogródzkim (od 1926 w województwie wileńskim), w powiecie brasławskim, w gminie Rymszany.
Według Powszechnego Spisu Ludności z 1921 roku zamieszkiwały tu 32 osoby, 12 były wyznania rzymskokatolickiego, a 20 prawosławnego. Jednocześnie 21 mieszkańców zadeklarowało polską przynależność narodową, a 11 białoruską. Były tu 3 budynki mieszkalne. W 1931 w 5 domach zamieszkiwało 12 osób.
Wierni należeli do parafii rzymskokatolickiej w Rymszanach i prawosławnej w Dryświatach. Miejscowość podlegała pod Sąd Grodzki w m. Turmont i Okręgowy w Wilnie; właściwy urząd pocztowy mieścił się w Rymszanach.